# Santuario della Madonna della Costa (Cavenago d'Adda)
Il santuario della Madonna della Costa è un santuario cattolico sito nel comune italiano di Cavenago d'Adda, nella diocesi di Lodi.

## Storia

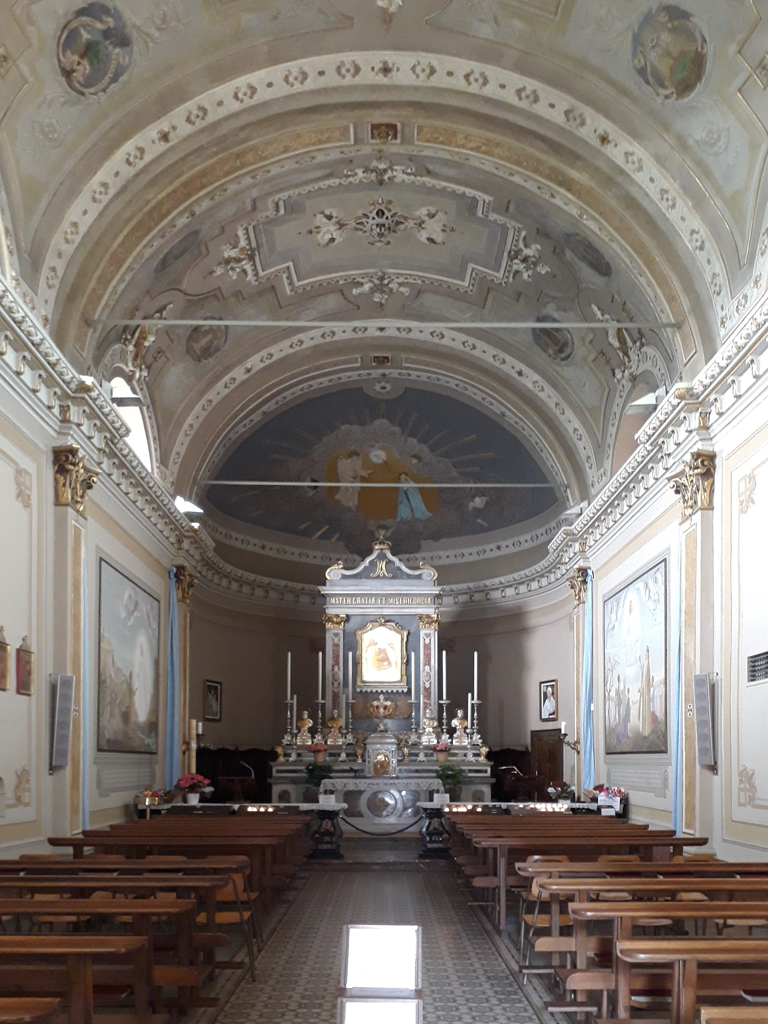
L'interno

Sul luogo dove sorge il santuario della Madonna della Costa esisteva fin dal medioevo un piccolo oratorio dedicato alla Beata Vergine Annunciata, oggetto della devozione popolare. Il più antico documento scritto in cui viene citato questo oratorio risale al 1339.
Con il tempo, l'oratorio acquisì sempre maggiore importanza: ne è conferma un'indulgenza concessa dal papa Paolo V intorno al 1615 a tutti i fedeli che vi si recassero. Da un documento del 1642 del vescovo Clemente Gera risulta che vi si venerava una statua della Madonna, che il 25 marzo di ogni anno veniva portata in processione.
La tradizione popolare cavenaghina, fissata per iscritto nell'Ottocento dal prevosto don Angelo Molteni, tramanda il racconto di un fatto miracoloso che sarebbe avvenuto il 18 luglio 1662: una giovane pastorella del paese, sordomuta e con un braccio rattrappito, portava le sue oche al pascolo nelle bassure sottostanti al Santuario, presso una cappellina su cui era dipinta un'immagine della Vergine. In quel momento le apparve la Madonna, che la guarì dalle sue infermità e le ordinò di far spostare l'immagine nel Santuario, per essere adorata dai fedeli. La ragazzina ne parlò all'arciprete, don Bassiano Serina, il quale stupito per il miracolo provedette ad eseguire quanto richiesto dalla Madonna.
La data del 18 luglio 1662, dedotta dal prevosto Molteni interpretando da un'antica scritta rinvenuta nell'oratorio, è però certamente errata: da un inventario redatto dall'arciprete Serina il 22 ottobre 1660 appare infatti che in tale data l'immagine miracolosa della Madonna era già posta nel santuario.
Nel 1729 il dipinto venne posto sull'altare, sostituendo la statua.
Nel 1870 il prevosto Molteni, considerando il pessimo stato di conservazione in cui era ridotto l'oratorio, ormai pericolante, annunciò l'intenzione di provvedere alla demolizione del vecchio edificio e alla costruzione di un nuovo santuario. Per l'esiguità delle risorse finanziarie disponibili il progetto procedette lentamente: nel 1872 si procedette alla posa delle prime due pietre, alla presenza dei vescovi di Lodi, monsignor Gelmini, e di Crema, monsignor Sabbia, ma la costruzione non proseguì a causa di vari problemi più urgenti.
Fu solo nel 1876 che si chiuse al culto il vecchio oratorio, demolito il 5 maggio dell'anno successivo; il prevosto Molteni finanziò di tasca propria i lavori di costruzione, auspicando che il nuovo santuario potesse essere compiuto entro il 3 giugno, data del giubileo episcopale del papa Pio IX, e consacrato alla presenza di un cardinale. Né l'uno né l'altro auspicio poterono realizzarsi, e così il santuario venne consacrato il 5 maggio 1878, festa di San Pio V, alla presenza del vescovo coadiutore di Lodi, monsignor Bersani-Dossena.
Papa Pio IX, a cui venne dedicato il santuario, era già defunto alla data della consacrazione; nei mesi precedenti aveva comunque fatto in tempo a donare al santuario un calice dorato e ad accordare ai fedeli un'indulgenza plenaria.
Nel 1932 al fianco sinistro della chiesa vennero aggiunti il portico e un'imponente scalinata che conduce alla valletta sottostante.

## Caratteristiche

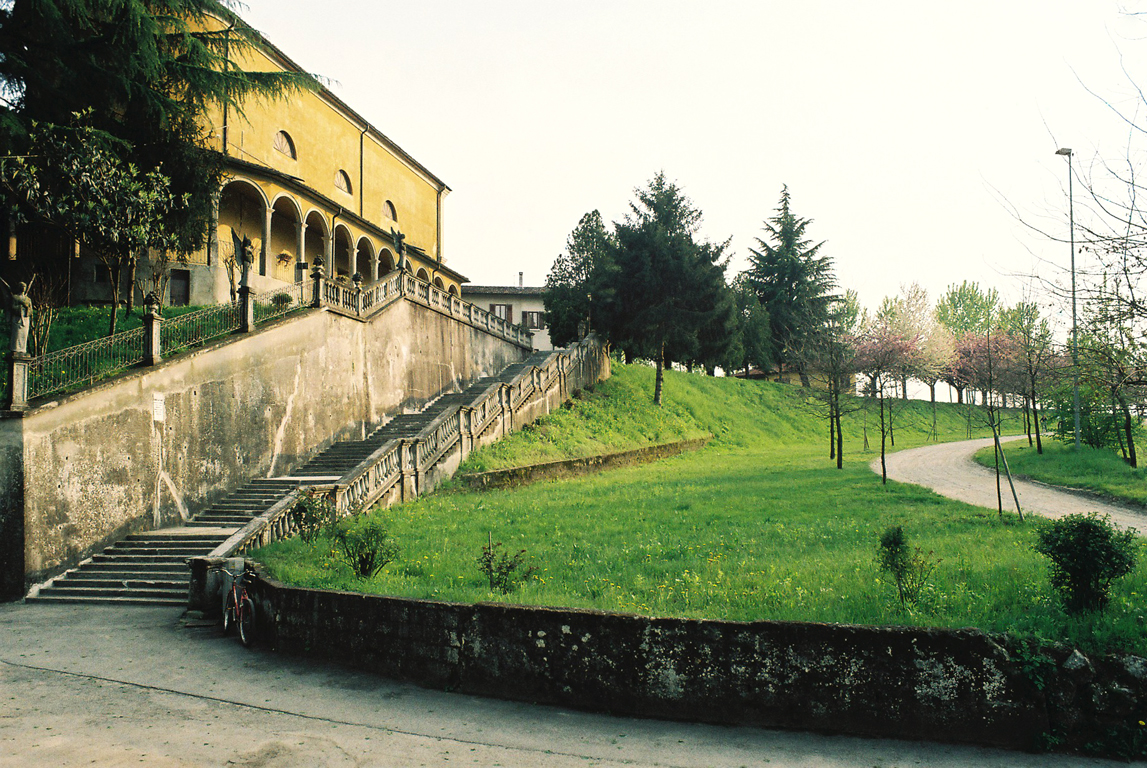
La scalinata monumentale

Il santuario è posto a sud del paese, sul ciglio del terrazzo fluviale (localmente: «costa») in posizione dominante le bassure dell'Adda.
La facciata, rivolta verso sud-ovest, si apre su un piccolo sagrato contornato da alcuni edifici rurali, mentre l'abside è posta verso nord-est, quasi sul ciglio del rivone.

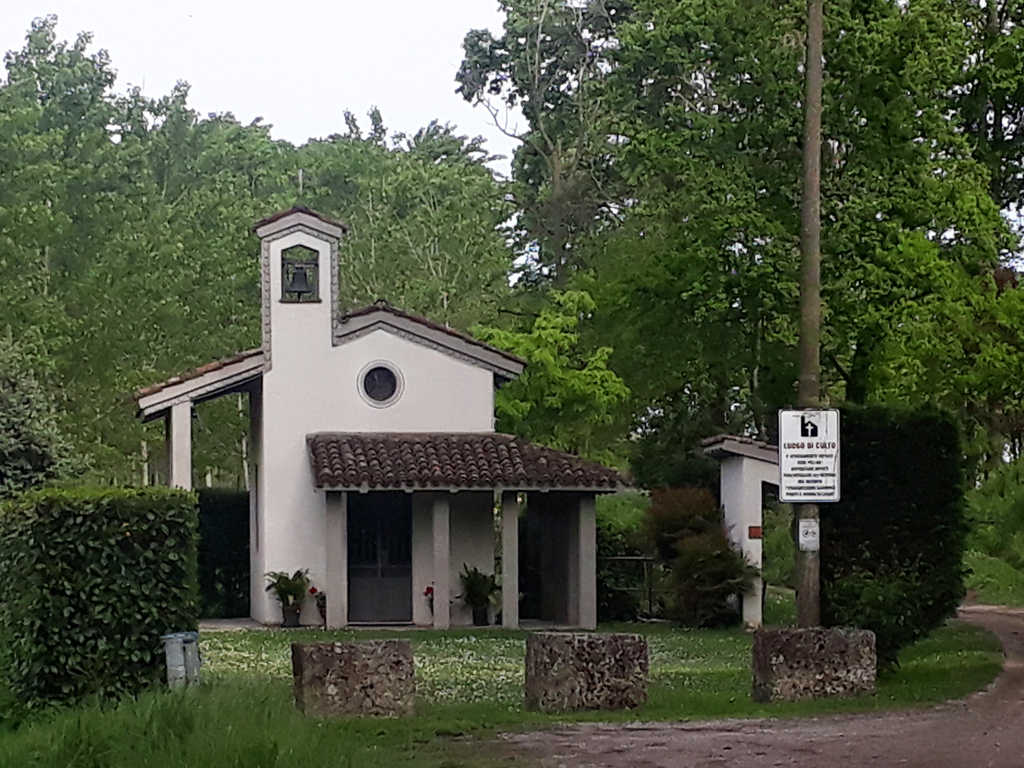
La cappellina

Lungo il fianco sinistro corre un'imponente scalinata che collega il sagrato con la cosiddetta «valletta»; da qui, percorrendo alcune centinaia di metri in direzione della cascina Bordigherio, si giunge alla cappellina eretta nel XX secolo sul luogo dell'apparizione mariana.

### Fonti
- Ferruccio Pallavera, Storia di Cavenago d'Adda, Cavenago d'Adda, 1989, ISBN non esistente, SBN MIL0511084.

### Ulteriori approfondimenti
- Madonna della Costa di Cavenago d'Adda. Sette secoli di storia, Lodi, PMP, 2012, ISBN 978-88-96749-15-9.